# Araschnia oreas
Araschnia oreas är en fjärilsart som beskrevs av John Henry Leech. Araschnia oreas ingår i släktet Araschnia och familjen praktfjärilar. Inga underarter finns listade i Catalogue of Life.